# Onega, Archangelsk oblast
Onega (ryska Онега) är en stad i länet Archangelsk oblast i Ryssland. Den ligger vid floden Onegas mynning. Folkmängden uppgår till cirka 20 000 invånare.
Ust-Onega (ryska Усть-Оне́га) var en pomorisk by som först omnämndes i dokument från republiken Novgorod på 1300-talet.